# Viktor Kassai
Viktor Kassai (ˈviktor ˈkɒʃːɒ.i), madžarski nogometni sodnik, * 10. september 1975, Tatabánya, Madžarska.
Kassai  je madžarski nogometni sodnik iz Tatabánya. Njegov domači kraj leži 70 km zahodno od Budimpešte. Deluje kot agent v krajih Solun, Grčija in Budimpešta, Madžarska. Poleg madžarščine govori še angleško in nemško.